# Сунгер
Сунгер је насељено место у саставу општине Мркопаљ у Горском котару, Приморско-горанска жупанија, Република Хрватска.

## Историја
До територијалне реорганизације у Хрватској налазио се у саставу старе општине Делнице.

## Становништво
На попису становништва 2011. године, Сунгер је имао 326 становника.

## Попис1991.
На попису становништва 1991. године, насељено место Сунгер је имало 387 становника, следећег националног састава:
| Попис 1991.‍  | Попис 1991.‍  | Попис 1991.‍ | Попис 1991.‍ | Попис 1991.‍ |
| ------------ | ------------ | ----------- | ----------- | ----------- |
|              |              |             |             |             |
| Хрвати       | Хрвати       |             | 376         | 97,15%      |
| Срби         | Срби         |             | 3           | 0,77%       |
| Југословени  | Југословени  |             | 2           | 0,51%       |
| Словенци     | Словенци     |             | 1           | 0,25%       |
| неопредељени | неопредељени |             | 4           | 1,03%       |
| регион. опр. | регион. опр. |             | 1           | 0,25%       |
| укупно: 387  |              |             |             |             |